# Башмачка
Башма́чка (слобода Будинка) — село в Україні, у Солонянській селищній громаді Дніпровського району Дніпропетровської області. Дворів — 401. Населення станом на 2021 рік — 1445 чоловік.
До 2021 року центр Башмачанської сільської ради. Сільраді були підпорядковані села Кам'яно-Зубилівка, Квітневе, Любимівка, Любов, Панькове, Широкополе.
Назву отримало від балки Башмачка, що має тюркське походження.
Село історично поділяється на 4 частини — Сніп, Лиса Гора, Безобова, Свинячий хутір, Скарабутка (Карабутка), Вовнізька частина. Новий посьолок..
Карабутка (утворене з тюркських слів кара (чорний) та бут (камінь)) була окремим поселенням, яке потім злилося з Башмачкою.

## Географія
Село Башмачка розташоване за 16 км на південний схід від районного центру Солоне і за 28 км від залізничної станції Привільне на лінії Апостолове — Нижньодніпровськ-Вузол. За 3,5 км від правого берега річки Дніпро, на відстані 1 км розташоване село Кам'яно-Зубилівка. Селом протікає пересихаюча Балка Башмачка з загатами. Поруч проходить автомобільна дорога Н08.

## Історія

### XVIII сторіччя
Село було засноване в другій половині XVIII ст. на запорозькому зимівнику, що входив до Кодацької паланки.
З 1776 року — рангова дача.

Академік Василь Зуєв, який мандрував у 1781 році пустельним правим боком Дніпра знайшов у степу слободу Будинка, яку ще називали Башмачкою. У щоденнику він записав:
Земля, где стоит сия слобода, у двух избушках состоящая, принадлежит графу Петру Александровичу Румянцеву Задунайскому. Сколь ни малы и многолюдны были сии избушки, — ибо в каждой было по 10 человек и по 12 казаков и всех холостых, однако по такой усталости и ненастью рады мы были чрезвычайно, что нашли себе уголок где обсушиться и обогреться. Мы в ее прибыли около полуночи и проводили время до света, кому где попало.
У 1796 році село успадкував Сергій Петрович Рум'янцев.

### XIX сторіччя
У 1800 році село вже перебувало у володінні Григорія Петровича Милорадовича (разом із Вовнігами), а після смерті його дружини Олександри у 1838 році перейшло у спадок до його сина Лева Милорадовича. Хутір Заварівка (1026 десятин) належав ротмістру Петру Семеновичу Заварову.
За спогадами старожилів село у кінці XIII-початку XIX сторіччя було заселене переселенцями литвинами. Про це свідчать їх прізвища — Марченок, Коновець, Томилко, Салівон. Аленич, Лепеленко, Поплавський.
У ті часи по балках біля Дніпра росли густі ліси і могли протікати неіснуючи зараз річки. Ліси там були до ХІХ століття. Балка Башмачка у 1885 році рясніла лісом змішаних порід, траплялися вікові дуби. Та в 1905 році її схили були вже голі, і вона була спустошена до невпізнання. Дорога від с. Волоське (20 верст) пролягала степами, перерізаним яром біля с. Башмачка, де протікала річка Башмачка, через яку переправлялися за допомогою гатки [Архівовано 20 березня 2016 у Wayback Machine.]. яка була не зовсім справною.
Після скасування кріпацтва у 1861 році селяни не мали достатньо землі для підтримки свого господарства. Ситуація погіршувалася з кожним десятирічним процесом природного приросту населення. Збільшення селянських сімей призводило до дроблення виділеного наділу. І Російська імперія почала переселяти селян із південних регіонів до Сибіру та до Казахстану в XIX — початку XX ст. Зокрема, башмачанин Проценко Іван Пантелеймонович із жінкою Олександрою Пилипівною (Доля) переселилися до Кустанайського повіту.
Навесні 1885 року Милорадович Григорій почав розпродавати землю навколо Башмачки Герману Бергману та Башмачанському товариству селян (894 дес.).
Станом на 1886 рік у колишньому власницькому селі Солонянської волості Катеринославського повіту Катеринославської губернії мешкало 202 особи, налічувалось 59 дворових господарств, існувала школа.
У 1887 році земля в Башмачці розподілялася наступним чином:
- землями розміром 991 десятиною володіли селяни-власники;
- пустир (364 десятини) — у володінні губернського секретаря Милорадовича Григорія Львовича.

У ніч на 1 серпня 1890 року в селі буяв сильний вітер, який призвів до великої пожежі. Згоріло не лише 11 хат, але й худоба та сільськогосподарський реманент. Селяни опинилися у скруті. Страхова винагорода виявилася настільки мізерною, що погорільцям довелося просити у земстві займ на те, щоби відновити господарство. Їм було видано 1650 руб. на кожне домогосподарство терміном на п'ять років.
За переписом 1897 року кількість мешканців зросла до 739 осіб (372 чоловічої статі та 367 — жіночої), з яких 730 — православної віри.
Земля в Башмачці у 1897 році розподілялася вже таким чином;
1. селянин Демид Садовий — 40 десятин;
2. міщанин Микита Григорович Додон — 1 десятина;
3. селянин Іван Савич Єрошенко — 24 десятини;
4. товариство селян — 390 десятин;
5. товариство селян с. Вовніги — 2 десятини;
6. дочка дійсного статського радника Катерина Павлівна Бойченко[11] — 408 десятин
7. Корній Іванович Пиндич — хутір Семенівський Заварівка (189 десятин)[12].

20 жовтня 1897 року селяни Назар Шаповал, Іван Томілко, Ничипір Михайленко, Іван Коршун, Андрій Волжан, Матвій Третяк, Сидір Купрієнко, Федір Кубишка, Омелян Проценко та Омелян Томілко написали в Катеринославську управу прохання про відтермінування боргу до урожаю 1898 року борг у сумі 548 рублів із страхового капіталу, який було взято на відновлення господарства, знищеного пожежею 1890 року (всього їм було видано 1650 рублів). Мелентію Садовому (за нього розписався Спиридон Волжан) зробили розстрочку через другу пожежу 23 серпня 1895 року. Селяни не мали можливості заплатити борг через неврожай 1897 року. Вони ледве повернули засіяний навесні хліб і сплатили позику селянському поземельному банку, який сприяв придбанню земельних ділянок.
У 1897 році на кошти земства була збудована перша двокласна школа («слобідська»), де діти вчились безкоштовно. Учнів навчали грамоти, географії.

### Початок ХХ сторіччя

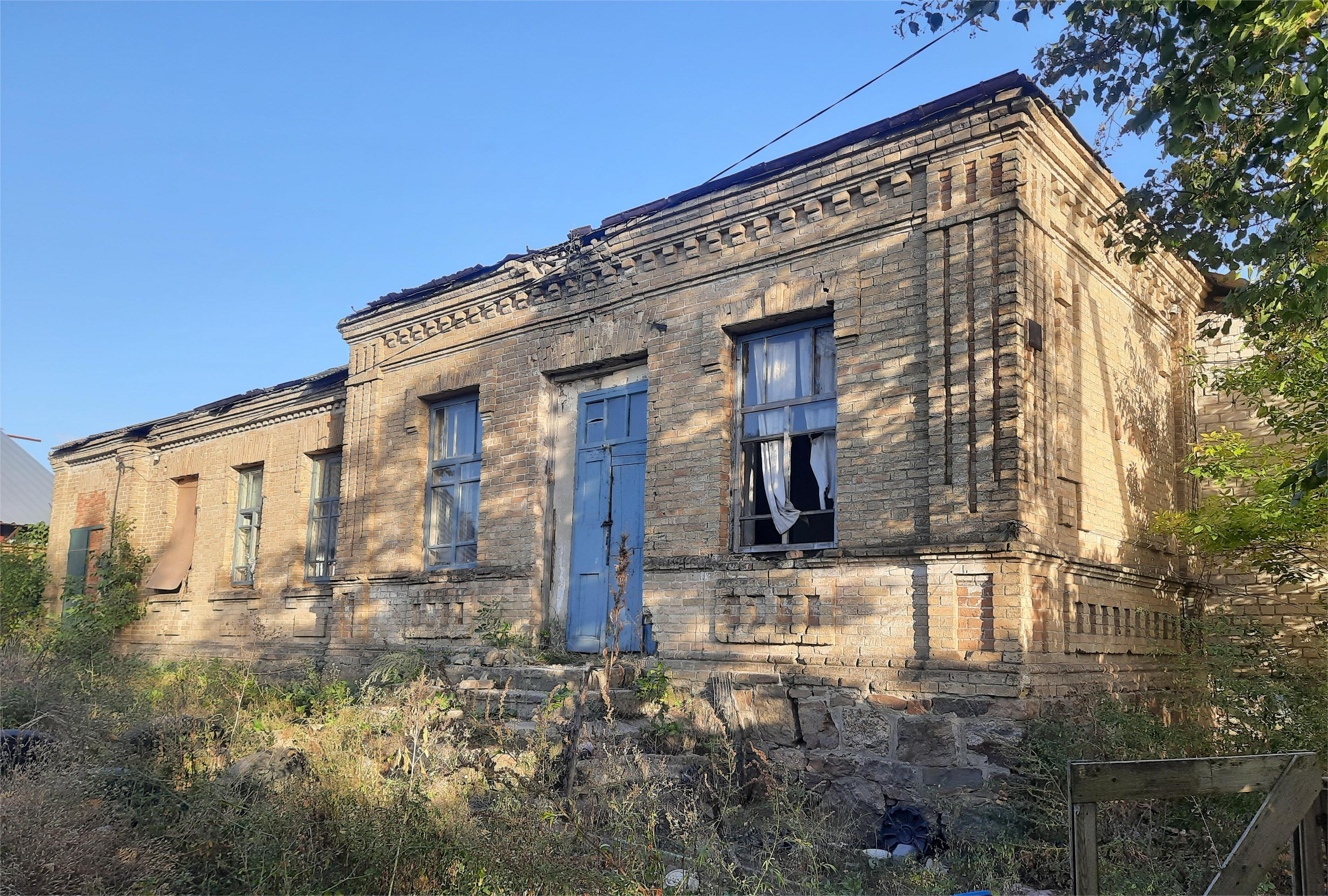
Земська школа в Башмачці. 1908 рік. Фото 2024 року

У 1905 році башмаччане Іван Садовий та Павло Томилко були активними членами Селянської Спілки у відстоюванні прав селян за краще економічне становище.
У 1908 році збудовано ще одну школу — чотирокласну («снопівська») на Вовнизькій частині, тобто на другий бік верстової дороги ближче до с. Вовніги. Жителі села допомагали на будівництві — готували будівельний розчин, накладали подвійне горище. Черепицю для покрівлі було закуплено у знаменитого майстра Івана Громова. У школі був великий клас і квартира для вчителя. Біля школи було розбито садок, виритий колодязь і побудовані господарські споруди. Шкільний двір обгороджено добротним гарним парканом. Працювало подружжя Процько — Панас Петрович та Інга Артемівна. Співи викладав чудовий скрипаль Панченко.
У 1912 році в селі було 62 двори і 355 мешканців, з яких селян 339 (180 чоловіків та 159 жінок) та 16 різночинців (8 чоловіків та 8 жінок).
У 1916 році у Башмачанській спілці споживачів головував Садовий Іван Васильович, секретарем був Волжан Спірідон Васильович, касиром — Купрієнко Олексій Юхимович, прикажчик-завідувач — Виниченко Павло Трохимович

### Радянська доба (довоєнний період)
У 1918—1919 роках молоді башмачани воювали за самостійну Україну в лавах УНР Симона Петлюри. Серед таких — Садовий Іван Антонович (1898 р. н.), Поплавський Іван Микитович (1901 р. н.), Коновець Олександр Іванович (1901 р. н.), Михайленко Петро Григорович.
Але після встановлення радянської влади в 1920 році в селі вже було створено партійний осередок, до якого входили Влас Федорович Купрієнко, П. К. Бушрук та інші. В 1922 році організовано комсомольський осередок, який очолювали Яків Харитонович Нетудихата та Г. К. Проценко.
У 1924 році організовано фельдшерско-акушерський пункт у хаті розкуркулених господарів.
У 1928 році створено 3 колгоспи «Сніп» (на Вовнізькій частині, голова — Вискарка Степан Федосійович, дві машини, ферма на 35 корів, три доярки), «Дніпробудило» (голова — Остапенко Микола), ім. Петровського (голова — Проценко Микола Юхимович). «Техніку» (воли, коні) вилучали у заможних селян. Врожай збирали кінними молотарками та косарками. В селі було 2 вітряки. Один із них зберігався до 50-х років. Приїздили молоти із сусідніх сіл, мололи навіть вночі при сильному вітрі. Водіями в цих колгоспах працювали Третяк Іван Іванович, Прядка Василь із хутора Зоря та Удовика Олександр Олександрович, колгосп ім. Петровського складалася з десятидворок, яким виділили тягло, інвентар, замлю, і вони самі займалися господарством.
У 1931 році в селі було проведене розкуркулення, тобто частина трудящих землевласників-селян була виселена до Сибіру. Зокрема:
1. Михайленко Михайло Ілліч 1883 р. н. з дружиною Ганною 1883 р. н., сином Михайлом 1909 р. н., сином Іллею 1911 р. н., сином Миколою 1913 р. н., донькою Тетяною 1916 р. н., донькою Марією 1909 р. н. Мав власної землі 40 дес., орендованої — 20 дес., вітряний млин, двигун і молотарку, коней 10—13 штук, корів 5 шт,, увесь сільськогосподарський інвентар, постійних робочих — 3 чоловіки, сезонних — 5. У 1929/30 роках позбавлений права голосу як експлуататор найманої робочої сили.. Засуджений у 1931 році за невиконання хлібозаготовок. Політхарактеристика: ворожо ставиться до всіх заходів Радянської влади.
2. Садовий Петро Демидович 1872 р. н. (служив у царській армії рядовим) а також дружина Одарка 1872 р. н., син Григорій 1913 р. н. (викреслений із виселених). Мав власної землі 50 дес., коней 6—7 штук, корів 15—17 шт, двигун із молотаркою, постійних робочих — 4—7. Перебував у колгоспі, але вичищений як кулак. Політхарактеристика: ворожо ставиться до всіх заходів Радянської влади.
3. Садовий Іван Ничипорович, 1911 р. н. (мати Устя 1873 р. н., сестра Ганна 1906 р. н., брат Михайло 1913 р. н. викреслені з виселених). Мав власної землі 40 дес., орендованої 25 дес., увесь сільськогосподарський інвентар, коней 10 штук, корів 20 шт, млин молотарку з двигуном, постійних робочих — 7, сезонних — 10. Політхарактеристика: ворожо ставиться до Радянської влади
4. Томилко Григорій Павлович 1882 р. н. та дружина Віра 1883 р. н., дочка Параска 1909 р. н.(син Іван 1912 р. н. викреслений із виселених). Мав власної землі 30 дес., орендував 15 дес., мав конну молотарку і увесь сільськогосподарський інвентар, коней 6—7 штук, корів 4 шт, постійних робочих — 2, сезоних — 3—4 чол. У 1929/1930 роках позбавлений права голосу як експлуататор найманої робочої сили. Політхарактеристика: ворожо ставиться до всіх заходів Радянської влади
5. Томилко Павло Іванович 1870 р. н. та дружина Ганна 1873 р. н., дочка Уляна 1908 р. н., дочка Ганна 1928 р. н. (викреслена), син Сергій 1907 р. н.(викоеслений), син Василь 1904 р. н., синова жінка Наталка 1904 р. н.. Середняк Мав власної землі 20 дес., орендованої 10 дес., увесь сільськогосподарський інвентар, коней 6—7 штук, корів -5 шт, сезонних робочих — 2—3 чол. Засуджений у 1930 році за невиконання хлібозаготовок та сільгоспподатку. Політхарактеристика: ворожо ставиться до всіх заходів Радянської влади[17].

У 1932 році побудували ще одну семирічну школу по вул. Горького. Там діти 5—7 класів навчалися до самої війни. Першим директором був Михайленко Микола Олександрович.
7 грудня 1932 у Башмачці пройшло засідання  комісії по чистці членів та кандидатів в члени ВКП(б) під головуванням Яна Томашуна
У період 1932—1933 роках башмачани зазнали два роки геноциду. Люди помирали з голоду. Їли все, від чого не можна було померти: ловили карасів у ставку, виловлювали ховрахів із нір, збирали траву, з якої упереміш із висівками пекли коржі. Корови взимку не доілісь. По селу ходили загони так званих активістів і вилучали зерно. Взимку селяни ходили збирати мерзлий буряк, їли перетерту або мелену кору дерев, корінці бур'янів, запарювали «чай» з гілочок вишні. Від такої їжі люди часто мерли в страшних муках, бо шлунок не перетравлював тирси. Навесні башмачани їли цибулини просеренів, пролісків, насіння кураю, лободи та перекотиполя мололи на ручних жорнах на борошно і пекли з них «хліб». Влітку споживали дику цибулю і дикий часник, з трави варили щось подібне до борщу, а з пареної лободи — ліпеники (лободяники). Ще люди шукали мишачі запаси, рилися у старих бурякових ямах, рубали бадилля старої кукурудзи.
У 1931—1940 роках по країні пройшла хвиля політичних репресій. Хлібороби-одноосібники [Архівовано 15 вересня 2016 у Wayback Machine.] Буштрук Іван Маркович 1878 р. н., Оношенко Порфирій Іванович 1888 р. н., Кудлач Григорій Григорович 1909 р. н. були звинувачені у контрреволюційній агітації і заслані до Північного краю на 3 роки. Касир ощадкаси с. Башмачка Сміюха Опанас Пилипович 1886 р. н. ув'язнений до ВТТ.

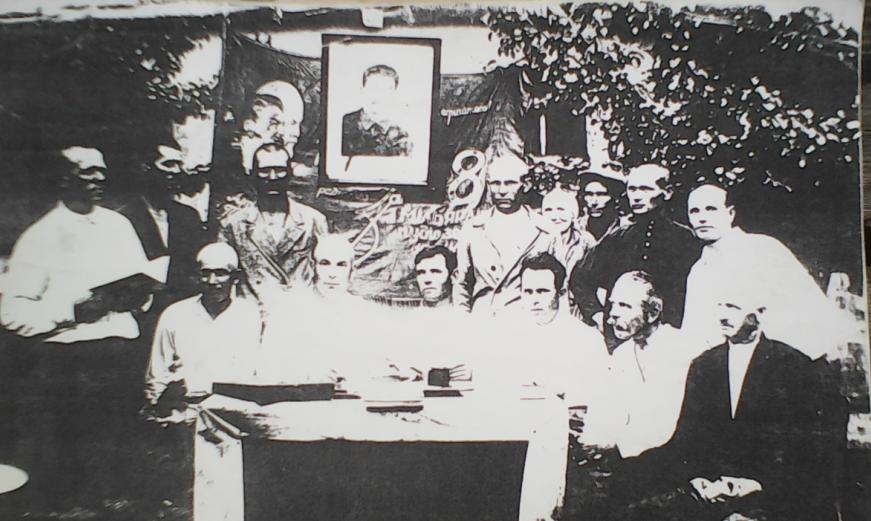
Правління колгоспу ім. Петровського, 1937 (з особистого архіву Поплавського Володимира)

Також у ці роки репресовано вчителів Процько П. П., Дубину, Полуектова. Носоненко Данила Давидовича (1889 р. н.).
В 1933—1937 роках головою колгоспу ім Петровського був Садовий Іван Антонович. Але за доносами радянських активістів він 26.10.1937 р був заарештований за антирадянську агітацію та зберігання контрреволюційної літератури і розстріляний 10.12.1937 року. Після нього головою став Купрієнко П. Ф.
На світлині — голова правління колгоспу ім. Петровського (зліва направо) Купрієнко Порфир Федорович, Коновець Костянтин Іванович — ветеринарний фельдшер, Садовий Олексій Денисович — бригадир 3-ї бригади, Коваленко Грицько Тихонович — бригадир 1-ї бригади, Поплавський Іван Микитович — бухгалтер, Соломаха Максим Іванович — рахівник 3-ї бригади, Коваленко Павло Варфоломеєвич — бригадир 2-ї бригади, Журавель Пилип Йосипович — агроном, Проценко Марія Антонівна, Нетудихата Гнат Харитонович, Третяк Іван Єлисеєвич, Дрозд Федот Амвросійович, Півень Микола Захарович, Дон Андрій Данилович.

### Німецько-радянська війна
З початку воєнних дій колгоспи було евакуйовано до Росії, крім колгоспа «Сніп».
18 серпня 1941 року село було захоплено німецькими військами о десятій ранку.
10 жовтня 1941 р. Томілко Яків Омелянович 1899 р. н. був звинувачений у дискредитації керівників комуністичної партії ув'язнений до ВТТ на 6 років.
З лютого 1942 по серпень 1943 фельдшерсько-акушерським пунктом завідував капітан медичної служби Грязнов Іван Сергійович
Під час німецької окупації було розстріляно 4 людини. 18 лютого 1942 року розстріляні Проценко Іван Васильович та його донька Зайцева Віра іванівна (стали жертвами провокації), 70-річна Сміюха та невідомий за крадіжку колгоспного майна.
23 жовтня 1943 року німці погнали по етапу в основному чоловіків з села.
Радянські війська зайняли село 26 жовтня 1943 року. Німці за нього не воювали, а спішно відступили. З рук у руки не переходило. Башмачани допомагали санітарам збирати у полі поранених. Врятували також і 16-річного німецького юнака, який плакав, бо йому відірвало пальці на обох ногах. Три дні не припинявся потік танків Т-34 та КВ і Катюш. Жінки Карабутки облаштували в своїх хатах польові кухні і виносили солдатам Радянської армії їжу просто на дорогу.
Після звільнення жінки, діти та інваліди війни почали збирати врожай вручну та за допомогою корів, яких запрягали у плуг. Потім повернулися з евакуації зношені трактори «Універсали» і «ХТЗ». Трактористів не було, тож організували курси. Першими трактористами стали Буштрук Галина Сидорівна, Ярош Марія, Лисенко Віра.
Незабаром відновилися репресії. Так, у грудні 1943 року вчителька школи у с. Башмачка Кравець Ольга Олексіївна була заарештована за звинуваченням у співробітництві з німецькими окупаційними військами і ув'язнена до ВТТ на 10 років.

### Радянська доба (післявоєнний період)
Після війни у колгоспі «Сніп» головував Лисенко Андрій Іванович, а через півтора року — Проценко Іван Степанович.
У колгоспі ім. Петровського у 1946 році головою став Кубишка Микола Михайлович, а у колгоспі «Дніпробудило» Клименко Андрій Якович.
Восени  1946 року парторг колгоспу імені Петровського Іван Стефанович Томилко під час Голодомору 1946 року на наказ уповноваженого по хлубозаготівлі  віддати державі 660 центнерів хліба, сказав, що хліб колгосп не здасть, тому що  його немає. А якщо здадуть, то назад від держави не отримаємо. За це бюро Солонянського райкома КП(б)У зняло його  з посади парторга.   
У 1947 році директором семирічної школи призначено Паненко Василя Івановича.
Політичні репресії подовжилися і після перемоги. У 1945—1948 році колгоспник с/г артілі ім. Петровського Плахтиря Петро Якович 1924 р. н. звинувачений в а/рад. агітації і ув'язнений до ВТТ на 10 р., колгоспниця Проценко, Валентина Ничипірівна як дружина репресованого ув'язнена до ВТТ на 10 р. Томілко Марія Юхимівна 1920 р. н. звинувачена в участі у релігійній секті ієговістів і ув'язнена до ВТТ на 25 р.
У 1950 році всі три колгоспи було об'єднано в колгоспі ім. Петровського, який під головуванням Кубишки М. М. поступово став колгоспом-мільйонером.
У 1951 році семирічну школу переіменовано на Башмачанську середню і призначено директором Галінського Леоніда Станіславовича. У 1953 році школу очолив Носоненко Олександр Давидович. Вчителем історії з 1952 по 1979 рік працював Третяк Павло Павлович (1921—1979), який створив при школі музей села. Після його смерті музей був вандально знищений.
У 1965 році збудували молочний завод, у 1968 році почалося зведення консервного заводу.
У 1969 році до колгоспу ім. Петровського приєднали колгосп ім. Куйбишева (с. Любимівка, Май, Любов, Широкопілля).
У 1970 році консервний завод під керівництвом Вискарки Дмитра Миколайовича почав випускати соки, консервацію і навіть вино. Колгосп закупив багато техніки, що забезпечило багаті врожаї. На фермах налічувалось 1800 племінних корів. За успіхи у праці було нагороджено медалями Близнакова О. О., Філаретова В. Г., Мананнікова Г. Д., Буштрук Г. П. В цьому ж році колгосп очолив Мотрій Андрій Семенович. який за два роки покращив умови життя башмачан: заасфальтував дороги та провів телефонний зв'язок.
У 1972 році головою колгоспу став Дрелевський Микола Андрійович. За період його керівництва господарство займалось вирощуванням зернових культур, розвитком тваринництва. Вперше доярки досягли трьохсоттисячного надою молока. серед них Пост Марія Іллівна, Горбань Устина Степанівна, Петрик Тамара Василівна, Братко Галина Миколаївна, Буштрук Галина Павлівна.
У 1976 році головою правління став Савенко Дмитро Петрович, який укрупнив бригади (замість дільничих бригад з'явилися комплексні), створив мехдвір. Збудували єдиний у районі кормовий цех. На вісім колгоспів варили кашу — пійло для скота, подрібнювали корми. Але на повну потужність цех не працював. Для зберігання кормів звели п'ять сінажних башт. Розпочато закладку саду.
У 1985 році головою призначено Кириленка Івана Григоровича, який розпочав будівництво житла для робітників саду.
Колгосп неодноразово був учасником ВДНГ СРСР.
1989 року за переписом тут мешкало приблизно 1300 осіб.

### Незалежна Україна
У 1995 році колгосп реорганізовано в АВАТ «Петровське», а восени 1998 року на його базі створено ТОВ «Агрос»

## Населення

### Мова
Розподіл населення за рідною мовою за даними перепису 2001 року:
| Мова            | Кількість | Відсоток |
| --------------- | --------- | -------- |
| українська      | 1256      | 88.39%   |
| російська       | 155       | 10.91%   |
| білоруська      | 3         | 0.21%    |
| болгарська      | 1         | 0.07%    |
| інші/не вказали | 6         | 0.42%    |
| Усього          | 1421      | 100%     |

## Школа
У селі є середня школа, де 18 вчителів навчають 270 учнів,

## Інфраструктура
- Дві бібліотеки, книжковий фонд яких становить близько 15 тис. екземплярів.
- Будинок культури.
- Фельдшерський пункт, аптека.
- Поштове відділення, ощадна каса.
- Комбінат побутового обслуговування.
- Дитячий садок на 90 місць «Ромашка».
- У центрі села парк.
- Працюють вісім магазинів.

## Персоналії
- Садовий Іван Антонович [Архівовано 23 січня 2022 у Wayback Machine.] (17.10.1898 — † 10.12.1937) — вояк армії УНР, брав участь в обороні Катеринослава у 1918—1919 роках, голова артілі імені Петровського у 1935—1937. Репресований і розстріляний органами НКВС. Місце поховання невідоме.
- Барателі Гіоргі Тамазович (1991—2015) — солдат Збройних сил України, учасник російсько-української війни.
- Лепеленко Ферес Захарович (12.01.1922 с. Башмачка — † 19.01.2014. м. Калуга) — пілот-винищувач, за війну провів 30 повітряних боїв, збив 6 німецьких літаків. Нагороджений медалями «За бойові заслуги», орденами Червоної зірки, та іншими. У лютому 1943 р. посадив свій літак на городах с. Башмачки на лижах, щоб провідати батьків. Під час служби у 2 АДОН (авіадивізії особливого призначення) ходив на супроводу у Черчилля, Василя Сталіна, Г. Жукова, Л. М. Кагановича. Воював на Другому українському фронті поруч із Покришкіним, ходив на прикриття генерала Івана Полбіна. Як ведений льотчик літав з Гореглядом[ru] та іншими

## Пам'ятки
На території Башмачки досліджено кургани епохи бронзи (III—I тисячоліття до н. е.), скіфські (курган Башмачка) та сарматські кургани (IV—II ст. до н. е).

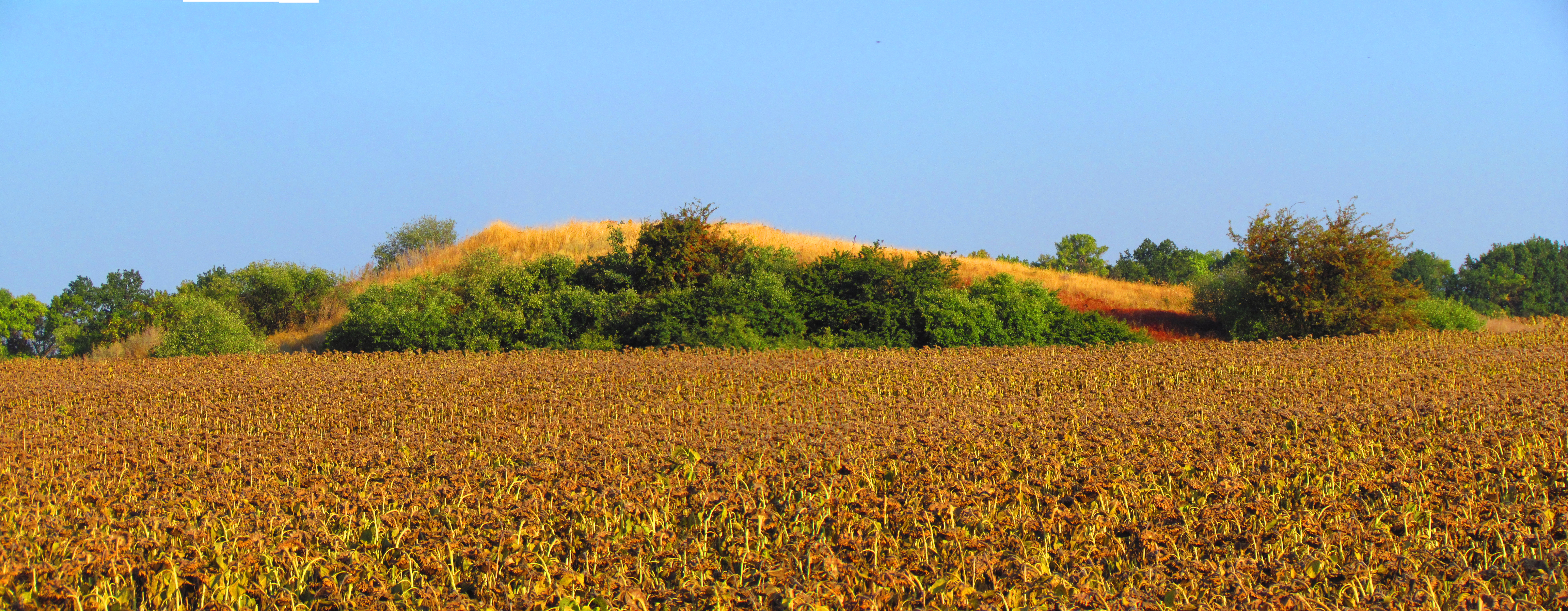
Могила Гендрикова (вересень 2020 року)
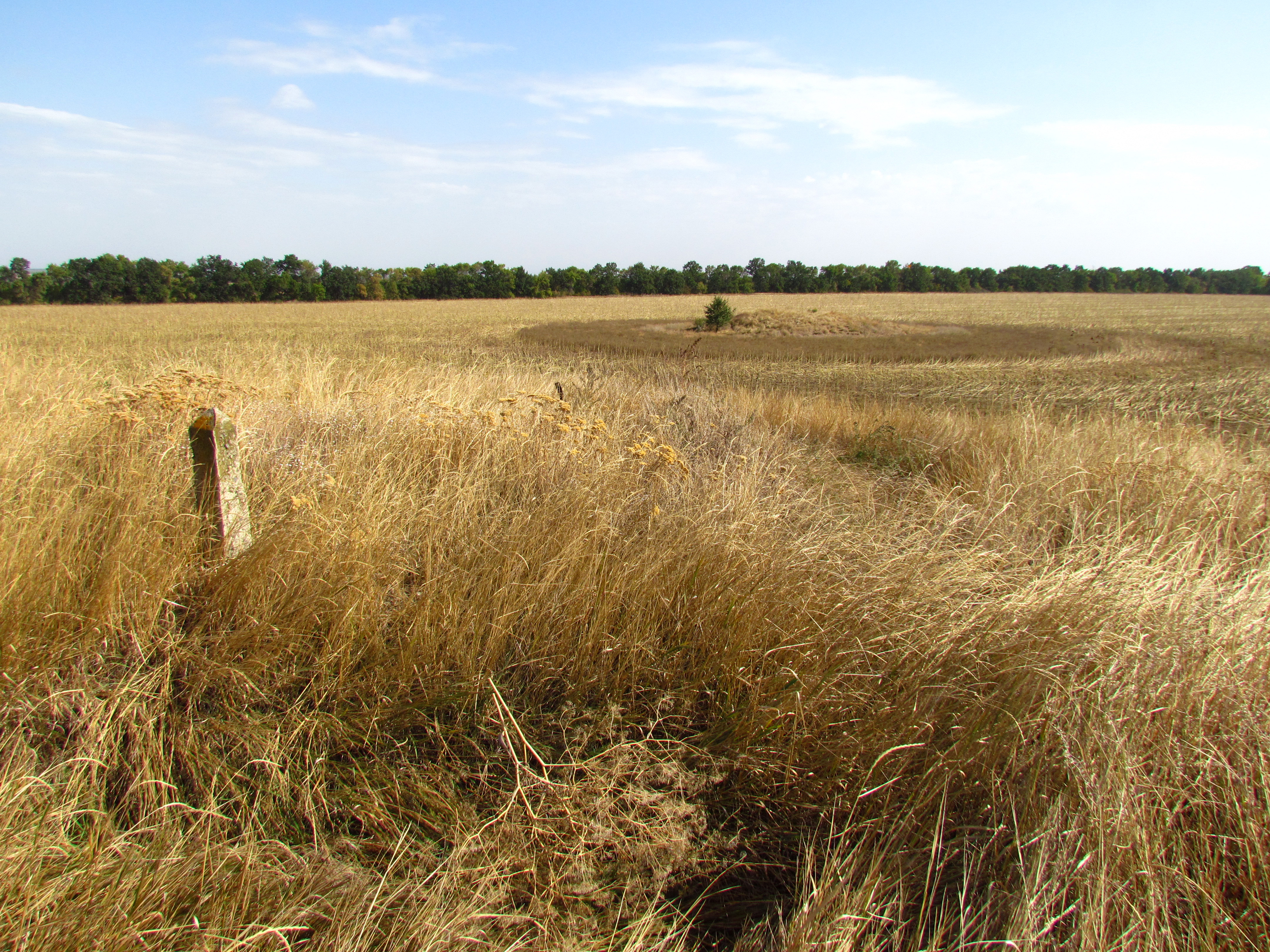
Вид на курган охоронний №1038 (вересень 2020 року)
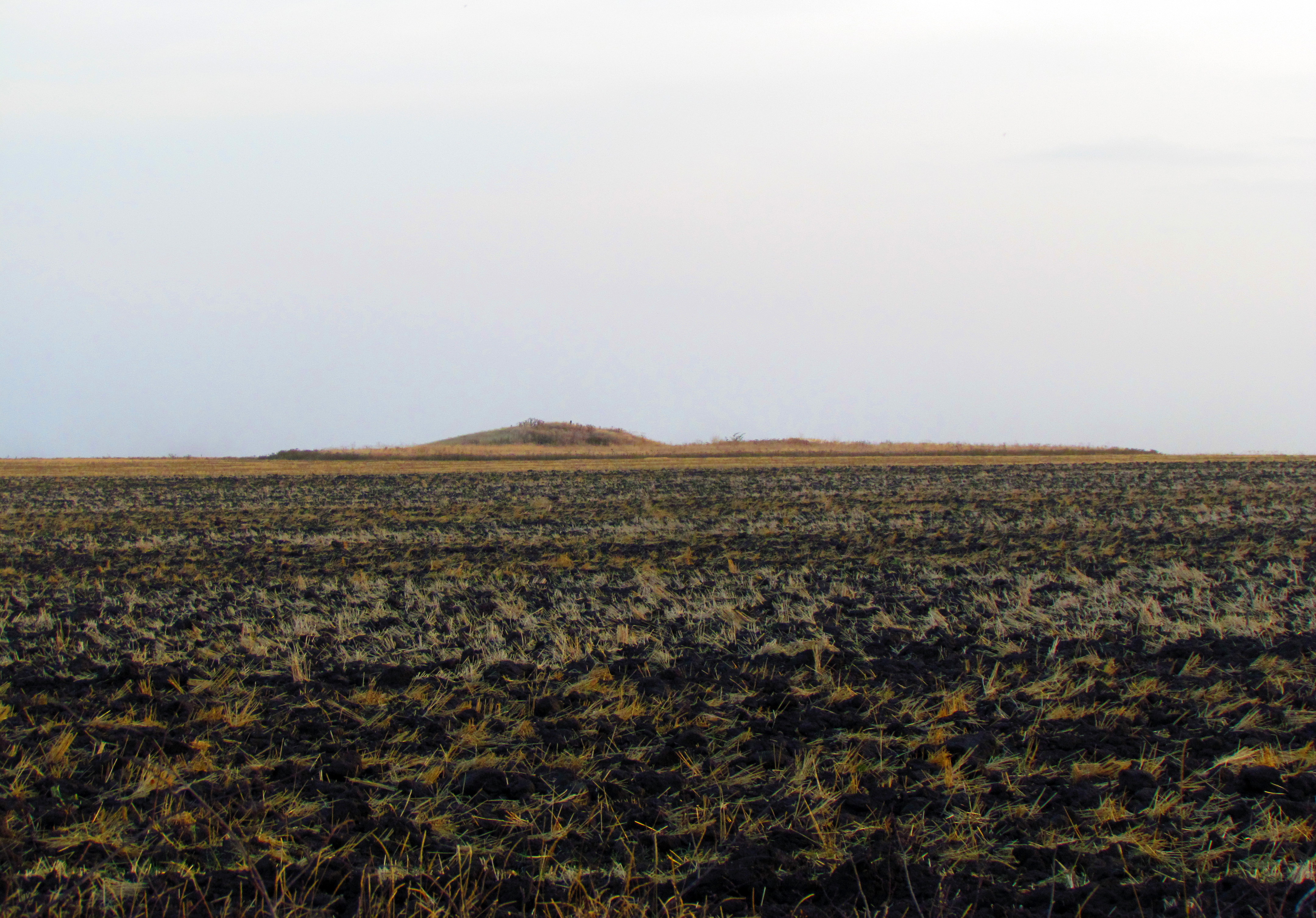
Курганна група охоронний №5166 (вересень 2020 року)
Курганна група охоронний №5168 (вересень 2020 року)
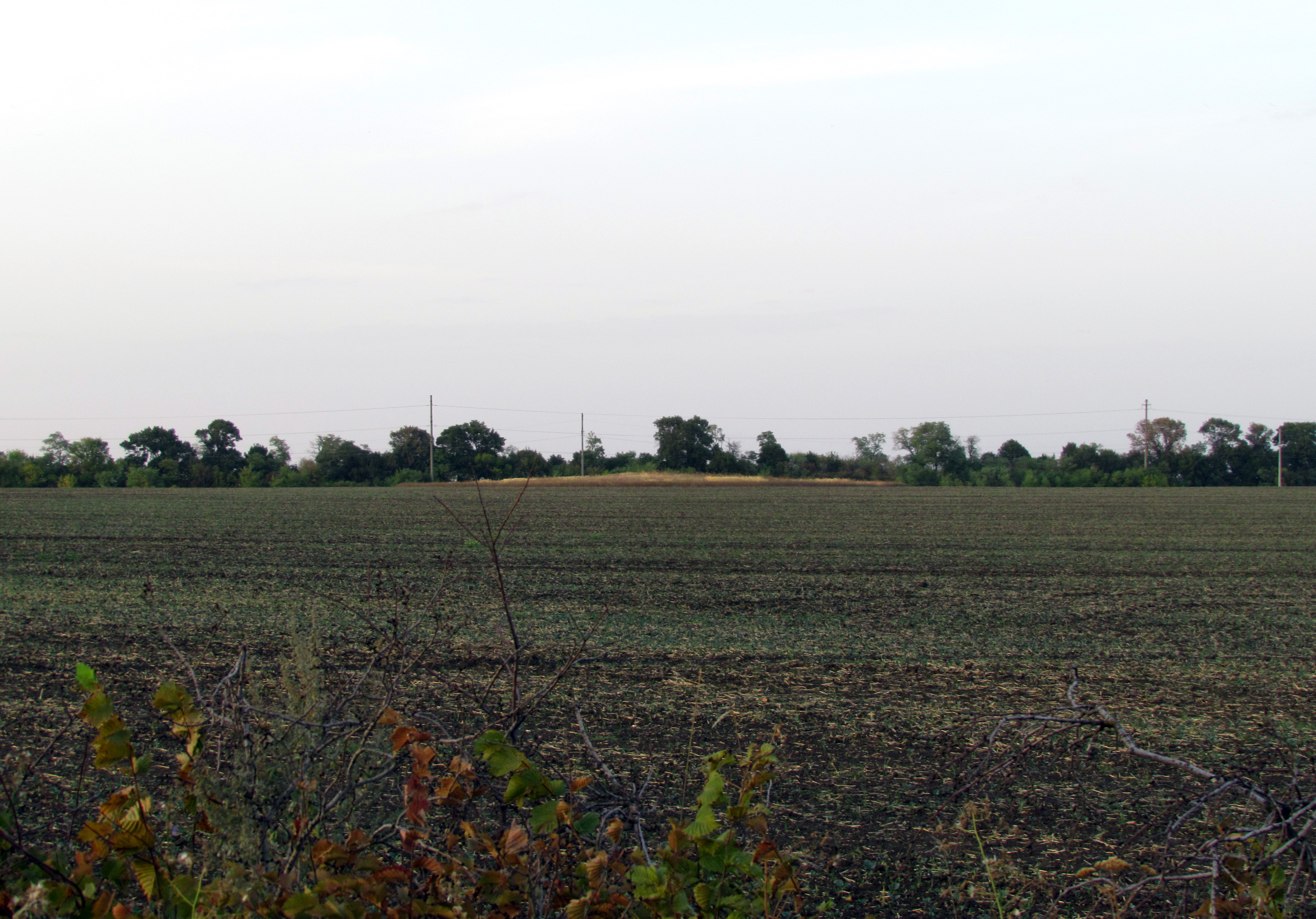
Курганна група охоронний №6484 (вересень 2020 року)

Біля села наявна пам'ятка археології національного значення — Городище, пам'ятка черняхівської культури (охоронний номер 040014-Н). Це укріплення розміром 40 × 60 м, з поля захищене ровом та поділеною на кліті кам'яною стіною 3 м завтовшки з дерев'яним верхом, на відстані 24 м — другий рів. Решта стін — дерев'яні на підмурку. Всередині стояла центр. будівля, вздовж стін — житла. Городище могло бути резиденцією місцевого вождя. Поблизу на могильнику знайдено курганне поховання «князівського» рангу. Датується кін. III—IV ст. Розкопки засвідчили, що у цей період перевагу надавали скотарству (38 %), далі йшли свійська свиня (27 %), дрібна рогата худоба (21 %), кінь (9 %) і собака (5 %).

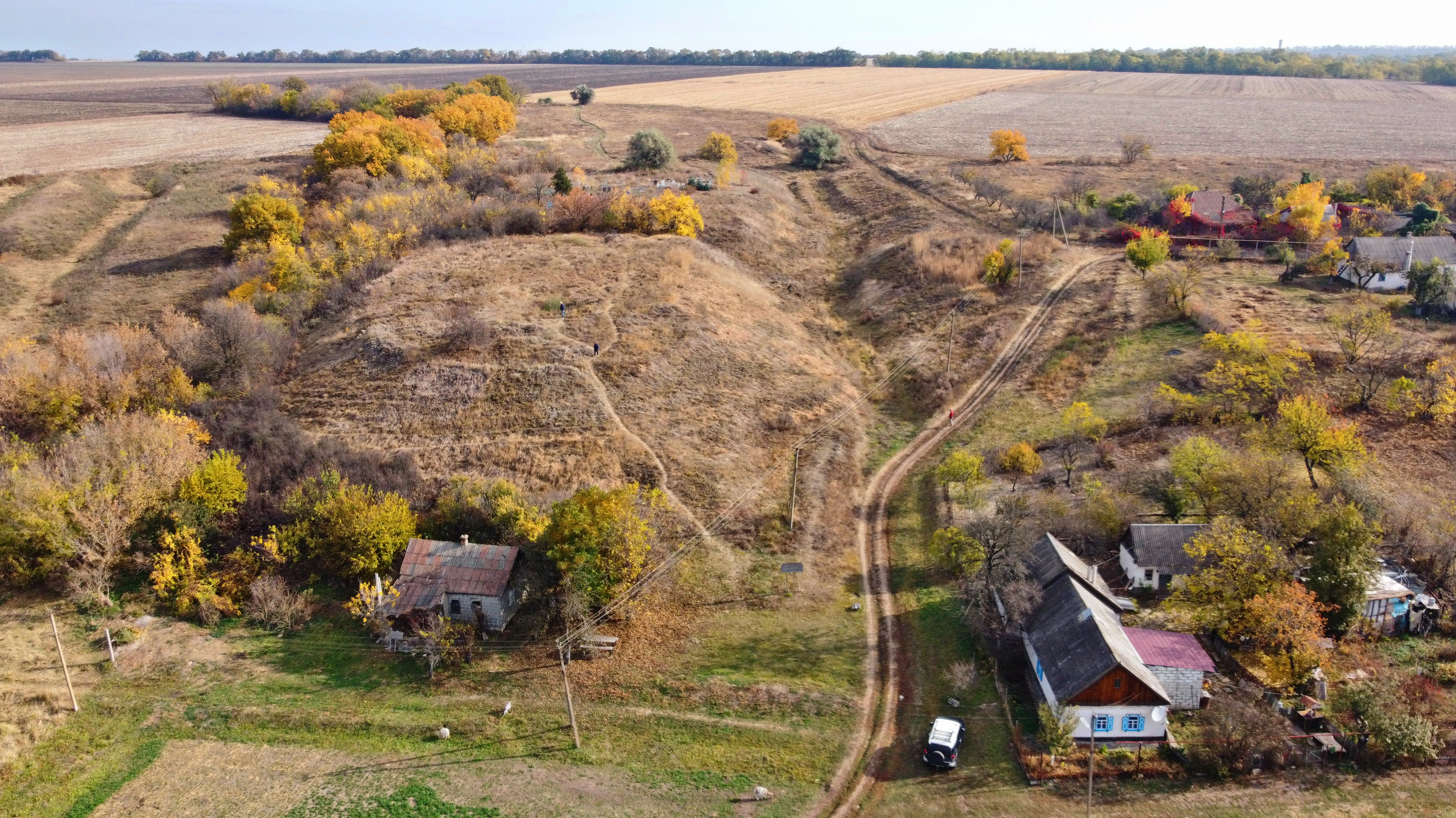
Загальний план (жовтень 2021 року)
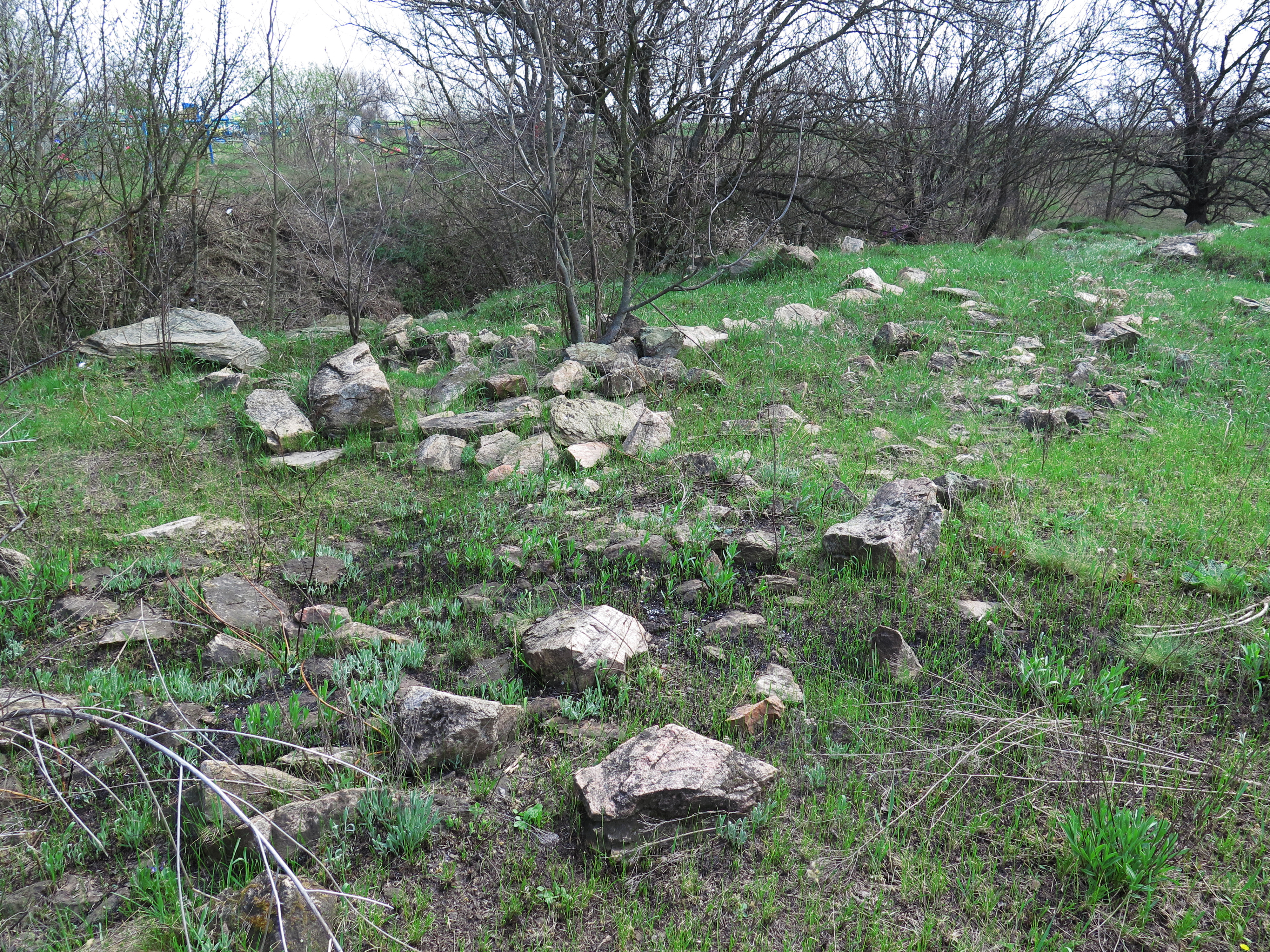
Руїни північно-західної фортифікаційної стіни (квітень 2018 року)
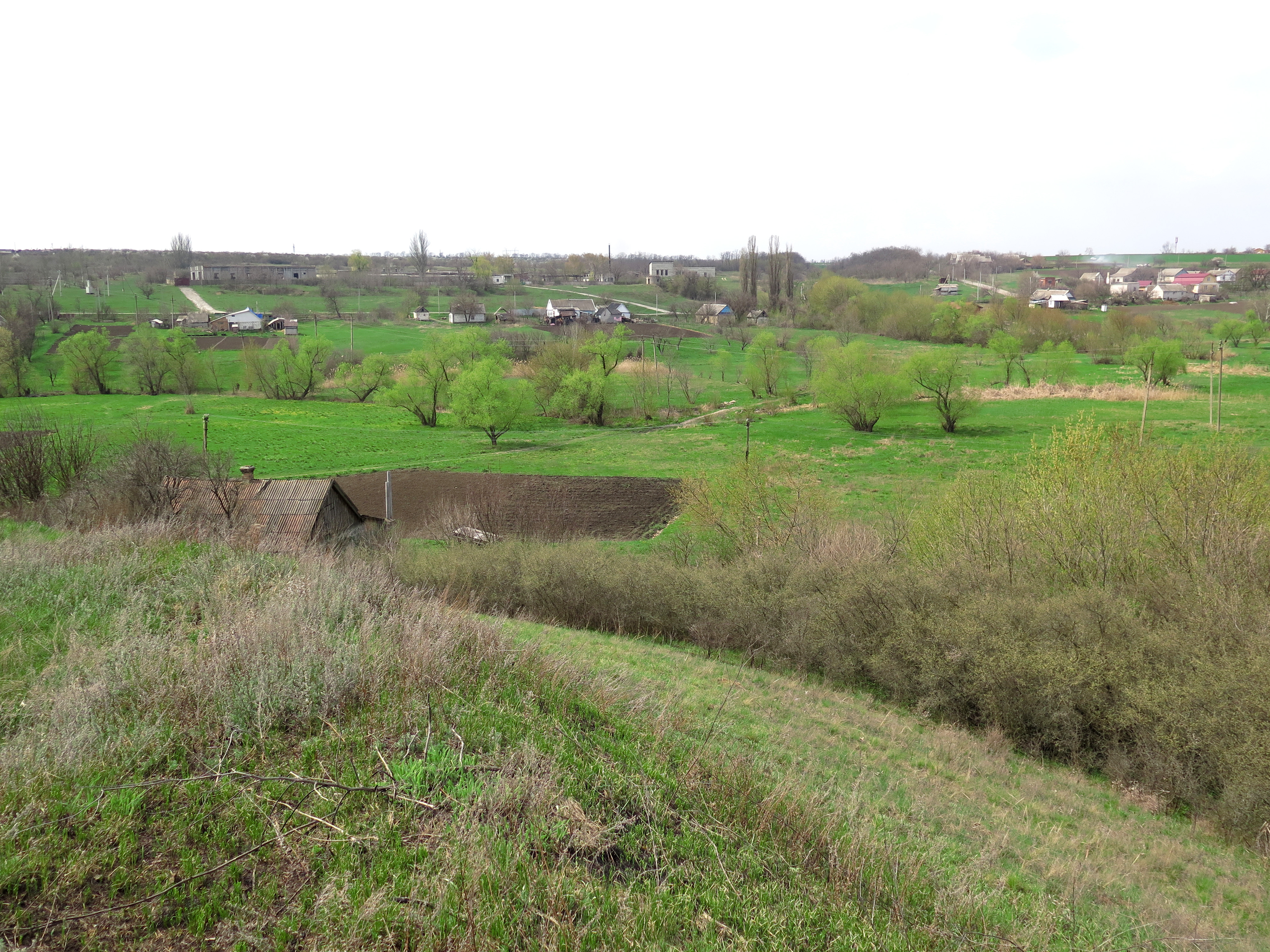
Краєвид долини р. Башмачка з північно-західного краю городища (квітень 2018 року)
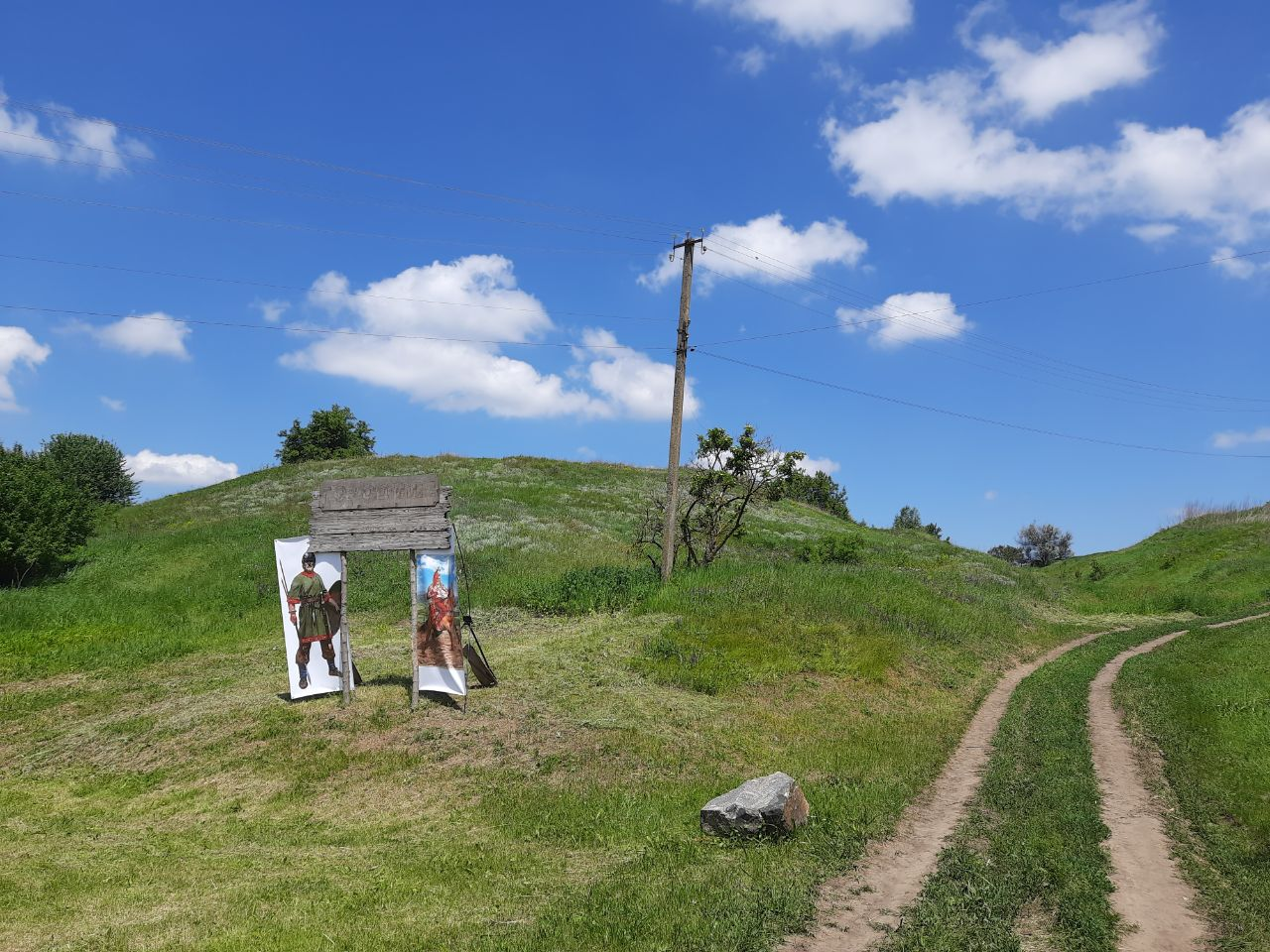
Вид на городище (червень 2022 року)

Також у селі біля школи розташована пам'ятка історії місцевого значення — «братська могила радянських воїнів, які загинули в жовтні 1943 року при звільненні с. Башмачка та прилеглої місцевості», де поховано 206 осіб (охоронний №1091).

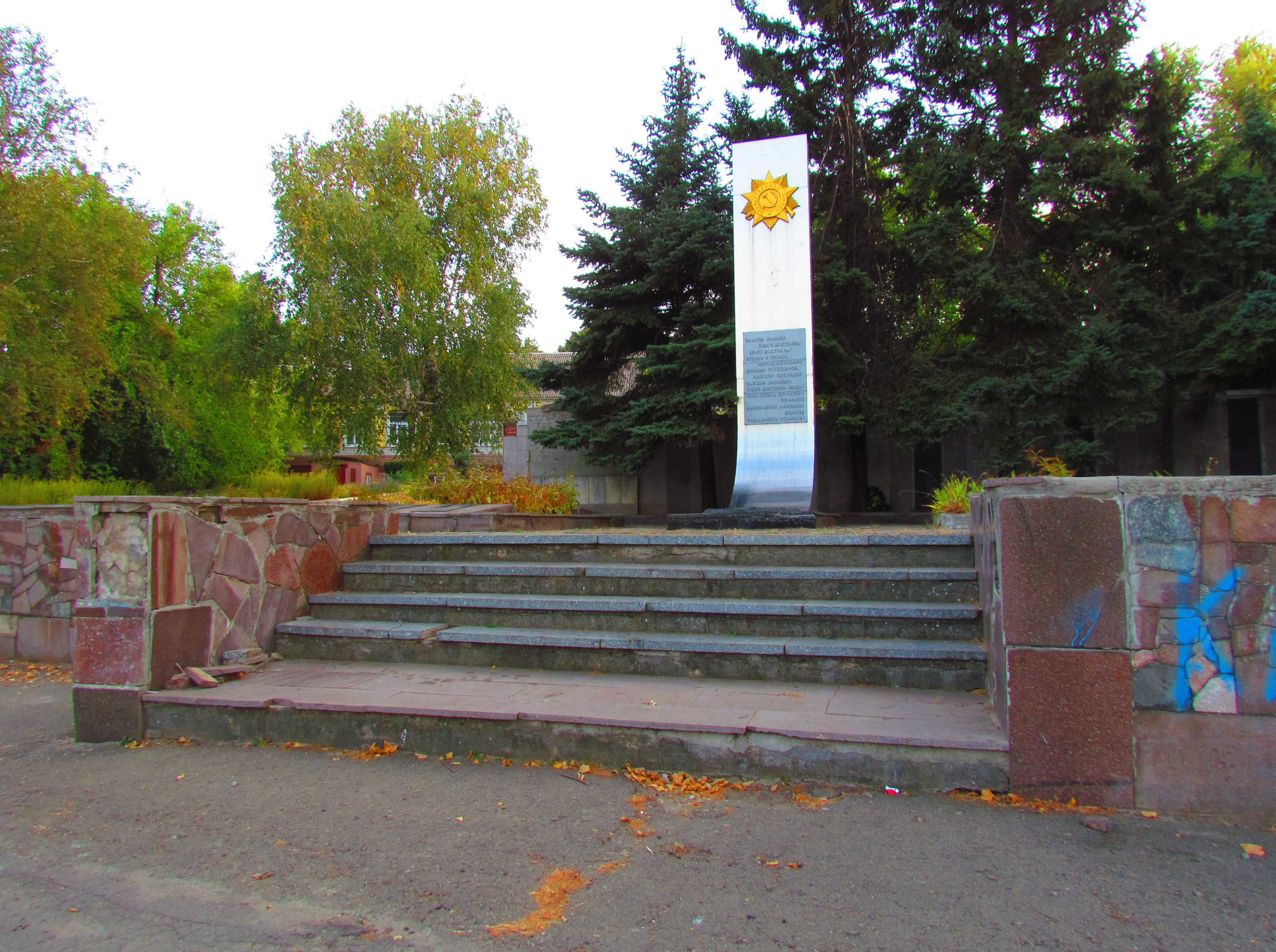
Загальний план (вересень 2020 року)
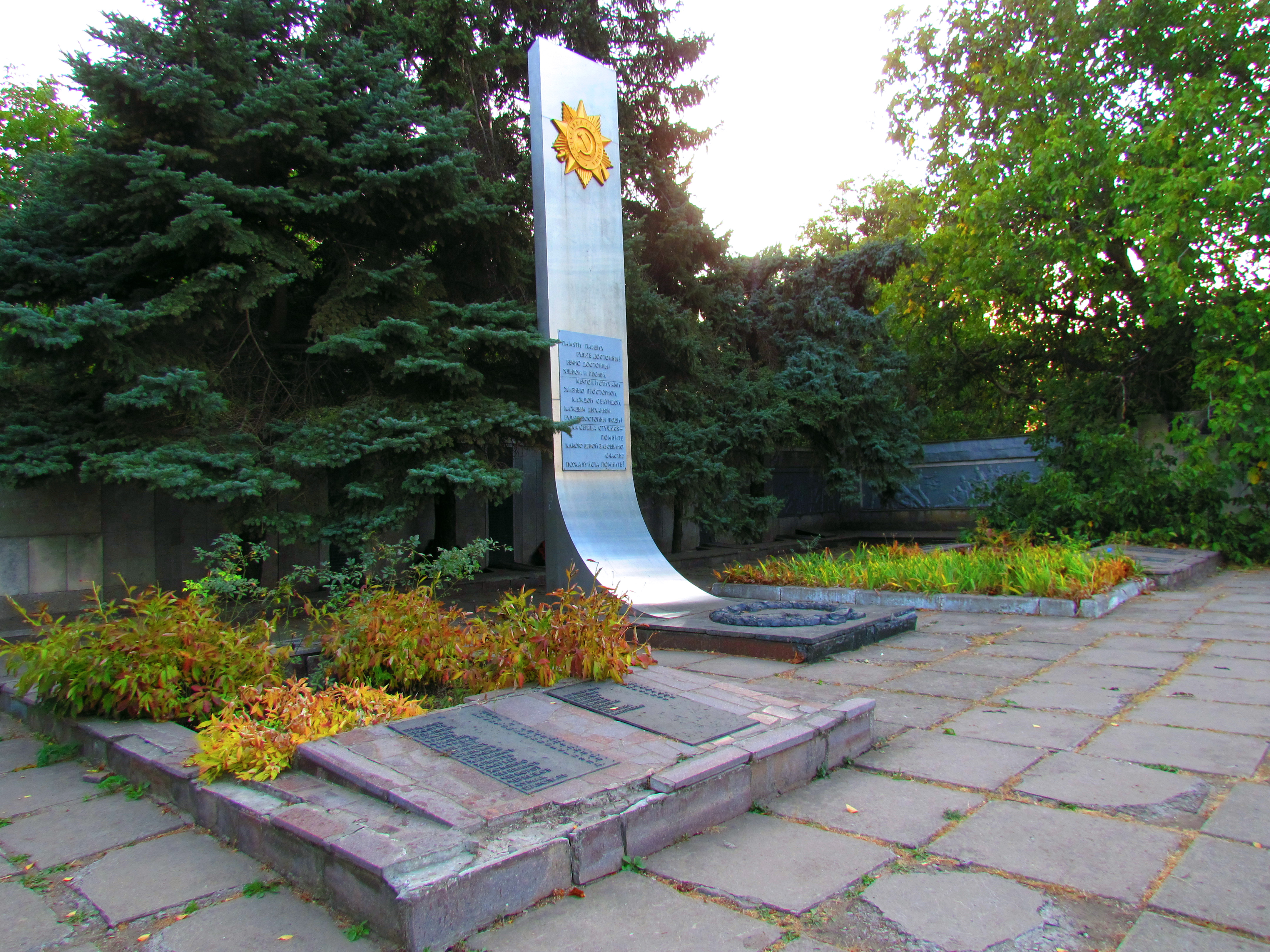
Обеліск (вересень 2020 року)
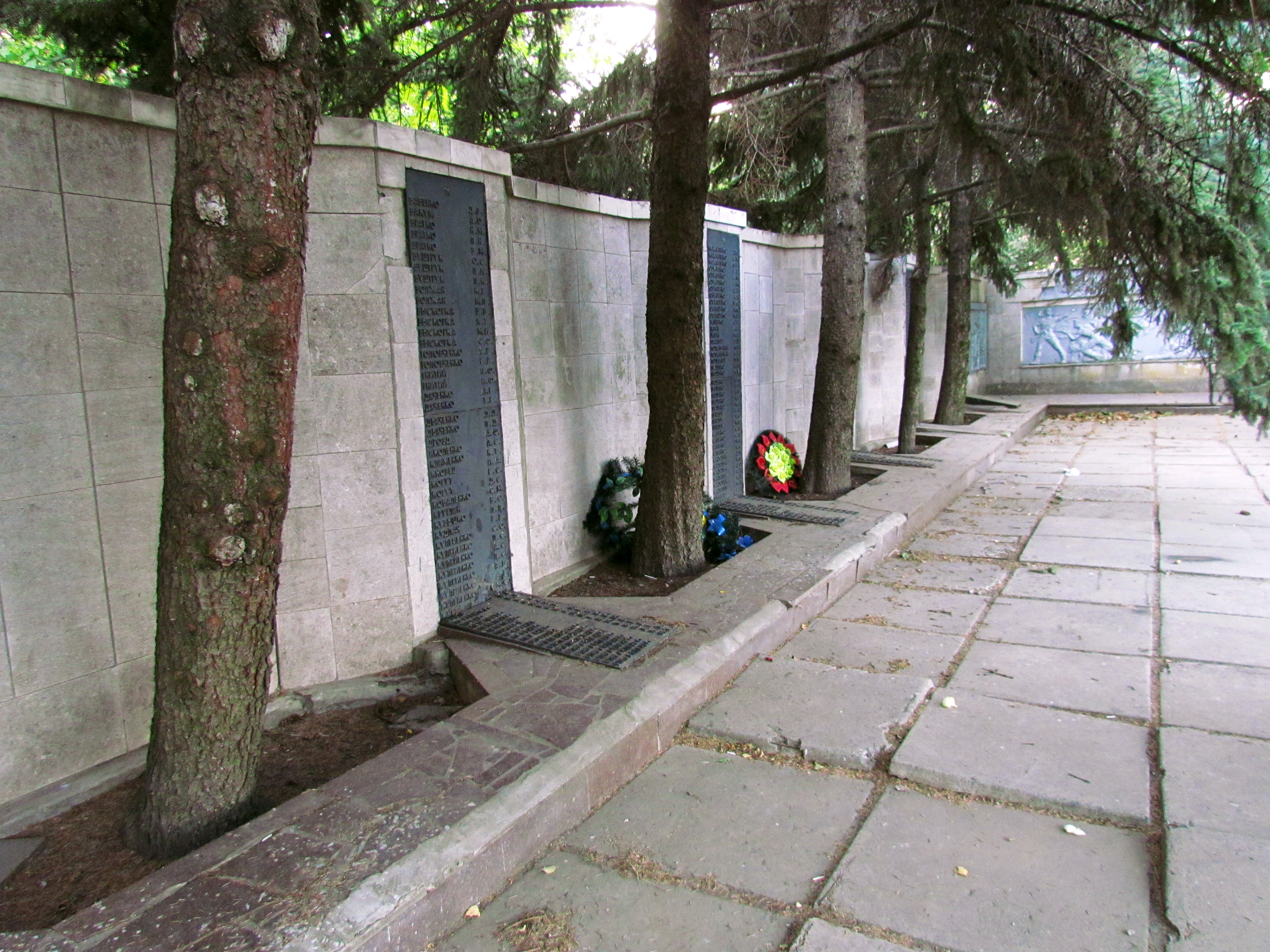
Вид збоку (вересень 2020 року)
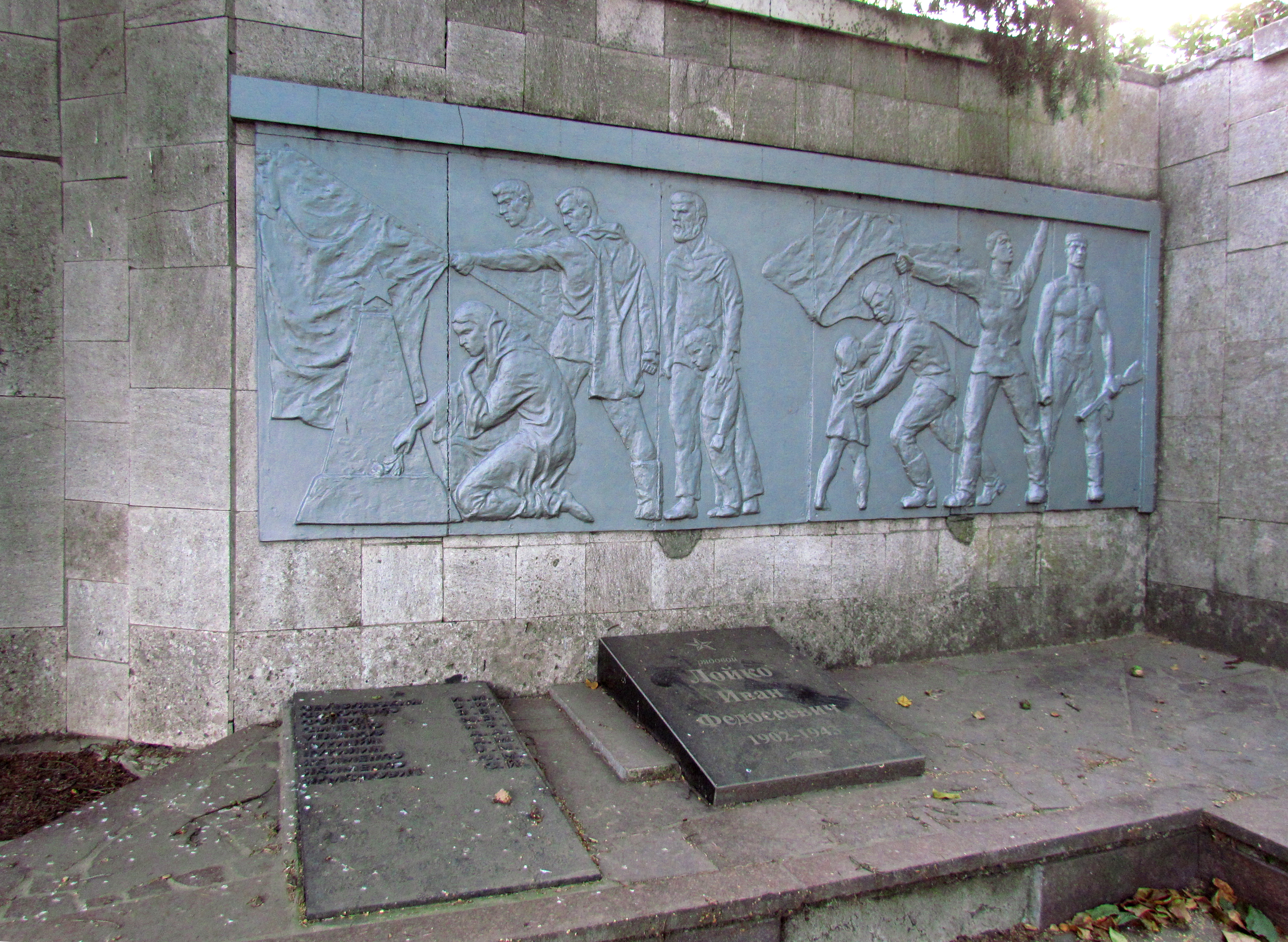
Фрагмент (вересень 2020 року)